# Eduardus van Voorst tot Voorst
Eduardus Ludovicus van Voorst tot Voorst  (ur. 17 listopada 1874 w Bagoe, zm. 2 kwietnia 1945 w Warnsveld) – holenderski strzelec, olimpijczyk.
Brał udział w Letnich Igrzyskach Olimpijskich 1908 i Letnich Igrzyskach Olimpijskich 1920. W Londynie wystąpił w dwóch konkurencjach: zajął 15. miejsce w trapie (ex aequo ze swoim bratem Franciscusem) oraz czwarte miejsce w trapie drużynowym. W 1920 roku w Antwerpii, zajął szóste miejsce w tej drugiej konkurencji.
Jego tytułem szlacheckim był „baron”.

## Wyniki olimpijskie
| Igrzyska | Konkurencja     | Wynik                                                         | Miejsce     | Źródło |
| -------- | --------------- | ------------------------------------------------------------- | ----------- | ------ |
| IO 1908  | Trap            | 47 punktów (18-14-15)                                         | 15T (na 31) | [ 1 ]  |
| IO 1908  | Trap, drużynowo | 174 punkty drużynowo (90-84) 28 punktów indywidualnie (15-13) | 4 (na 4)    | [ 2 ]  |
| IO 1920  | Trap, drużynowo | 222 punkty drużynowo (46-51-65-60)                            | 6 (na 8)    | [ 3 ]  |